# Hajiabad (Zirkuh)
Hajiabad (persiska: حاجی‌آباد) är en ort i Iran. Den ligger i provinsen Sydkhorasan, i den östra delen av landet, 1 038 meter över havet.
Hajiabad är administrativt centrum för delprovinsen (shahrestan) Zirkuh.